# Émilie Petiteau-Silbande
Émilie Petiteau-Silbande (née le 15 mai 1981 à Toulon) est une joueuse française de basket-ball évoluant au poste d'arrière.

## Biographie
Elle commence le basket jeune au Gazelec Toulon. À l'âge de 15 ans, elle entre au centre de formation d'Aix en Provence pour 3 années. Elle joue deux saisons en NF1, une à Istres où elle sacrée championne de France et une à Martigues. Elle rejoint l'élite à l'ASA Sceaux, puis Clermont et pour trois saisons au Cavigal Nice. Elle rejoint en NF2 le NCAB de Nice, le temps de donner naissance à sa fille en mai 2009. La saison suivante, elle reste dans la région niçoise au NBC 06. 
3e marqueuse avec 17,4 points de moyenne à 51,8 % et 5,7 rebonds par match, elle suscite l'attention de Corinne Benintendi qui lui propose de revenir en LFB à Saint-Amand. 
Après une saison en Nationale 3 à La Seyne-sur-Mer, elle s'engage avec Pays d'Aix Basket 13 en Ligue 2 pour 2014-2015.

## Clubs
| Saisons   | Équipe                               | Pays   |
| --------- | ------------------------------------ | ------ |
| 2001-2003 | Istres                               | France |
| 2003-2004 | Martigues                            | France |
| 2001-2002 | ASA Sceaux                           | France |
| 2002-2003 | Stade clermontois Auvergne Basket 63 | France |
| 2003-2006 | Cavigal Nice Basket 06               | France |
| 2006-2008 | Nice Côte d’Azur basket (NF2)        | France |
| 2009-2010 | Nice Basket Compétition 06 (NF1)     | France |
| 2010-2013 | Saint-Amand Hainaut Basket           | France |
| 2013-2014 | La Seyne-sur-Mer                     | France |
| 2014-     | Pays d'Aix Basket 13                 | France |

## Palmarès
- Championnat d'Europe avec l'équipe de France cadette en 1997
- Championne de France NF1 avec Istres